# Rebel·lions de Desmond

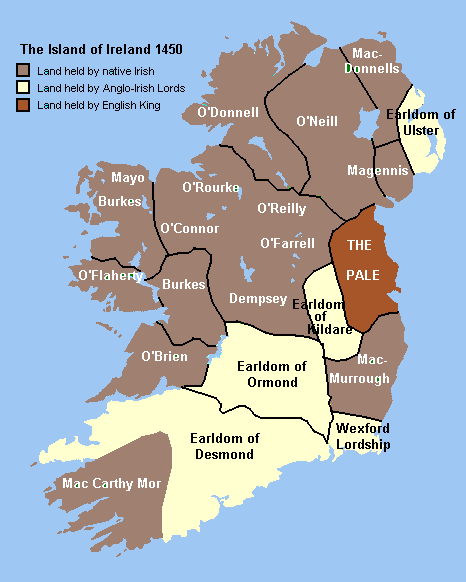
Situació de les terres de Desmond a Irlanda

Les Rebel·lions de Desmond van ser dos conflictes armats que van tenir lloc entre 1569-1573 i entre 1579-1583 al Sud de la província de Munster, Irlanda. (Desmond és la denominació anglesa de Deasmumhain, que significa Sud de Munster). Les rebel·lions van ser organitzades principalment pels Fitzgerald de Desmond i els seus aliats, contra els Butlers d'Ormonde d'una banda i el govern isabelí, que buscava estendre el seu control sobre la província de Munster, per una altra. Al costat dels interessos polítics ja esmentats, la intervenció papal va introduir en el conflicte un factor religiós (catòlics contra protestants). Les rebel·lions van acabar amb el poder dels FitzGerald de Desmond i va donar pas a la posterior colonització de Munster per part d'Anglaterra.

## Causes
El Sud d'Irlanda (Munster i Sud de Leinster) hi havia estat dominat durant els segles precedents per les famílies conegudes com a anglesos vells, com els Butler d'Ormonde i els Fitzgerald de Desmond. Ambdues famílies tenien els seus propis exèrcits i es guiaven per les seves pròpies lleis, mescla de costums anglesos i irlandeses, independents totalment del govern anglès de Dublín. No obstant això, a partir de 1530, les successives administracions havien intentant expandir el control anglès sobre tota l'illa. (Vegeu reconquesta Tudor d'Irlanda). En la dècada de 1560, l'atenció de la corona es va centrar en el Sud de l'illa i es va encomanar a Henry Sidney, nomenat Lord Diputat, la missió de sotmetre a les poderoses famílies d'anglesos vells a l'autoritat de la corona. Per a això, va establir la creació de Presidències provincials governs militars provincials que reemplaçarien a la noblesa local, ja fora d'anglesos vells o gaèlica, com a garant de la seguretat.
Les famílies locals contemplaven aquestes presidències com una intromissió en la seva esfera d'influència, molestant-los en les seves actuacions. Això es va poder comprovar quan les famílies dels Butler i dels Fitzgerald es van enfrontar en la batalla d'Affane en 1565, en territori de l'actual comtat de Waterford. Això significava una infracció en tota regla, pel que Elisabet I d'Anglaterra va convocar als caps d'ambdues famílies a Londres per demanar-los explicacions. No obstant això, el tractament dispensat a tots dos va ser molt diferent. Thomas Butler, cosí de la reina, va ser perdonat, mentre que tant Gerald Fitzgerald (en 1567) com el seu germà, John de Desmond, considerat com el veritable cap militar de la família (en 1568) van ser arrestats i retinguts en la torre de Londres a instàncies d'Ormonde.
Aquest fet va deixar als Geraldins de Munster sense un líder clar i l'administració del territori va recaure en James Fitzmaurice Fitzgerald, capità general de l'exèrcit de Desmond. A Fitzmaurice, com a soldat professional que era, no li interessava la creació d'un ordre desmilitaritzat en Munster sense exèrcits privats en els quals treballar. A més, la perspectiva de noves confiscacions per part de Sidney i Peter Carew, va significar majors suports per FitzMaurice. Importants clans gaèlics, com MacCarthy Mor, O'Sullivan Beare, i O'Keefe i el dos membres de la família Butler van decidir posar-se del costat del rebel. El mateix Fitzmaurice havia perdut les seves terres de Kerrycurrihy en Cork, que havien estat lliurades a colons anglesos. A més, com a catòlic devot, Fitzmaurice estava influït per les idees de Contrareforma, i veia als governadors protestants com als seus enemics. Amb el propòsit de descoratjar a Sidney en el seu propòsit d'establir una Presidència Provincial en Munster, i restablir la primacia dels FitzGerald sobre els Butlers, va planejar una rebel·lió contra la presència anglesa en el Sud de l'illa i contra el Comte d'Ormonde. De totes maneres Fitzmaurice, els objectius de FitzMaurice anaven més enllà de la mera recuperació de la supremacia en un regne d'Irlanda dominat per Anglaterra. Abans de la rebel·lió, havia enviat secretament a Maurice MacGibbon, arquebisbe catòlic de Cashel a Espanya a la recerca de l'ajuda militar de Felip II.

## Primera rebel·lió de Desmond
Al juny de 1569, FitzMaurice va atacar la colònia anglesa de Kerrycurihy, al sud de Cork, en el que anava a ser el començament de la primera rebel·lió de Desmond, abans de llançar-se contra la ciutat de Cork i aquells senyors natius que s'haguessin negat a secundar la revolta. Amb uns 4.500 efectius va posar lloc després a Kilkenny, seu dels Comtes d'Ormonde. Sidney, per la seva banda, va mobilitzar les seves tropes, que van partir de Dublín cap al sud, on va rebre altres 400 homes de reforç que van desembarcar a Cork. Thomas Butler va tornar de Londres i va aconseguir que els Butlers rebels deposessin la seva actitud. Juntament amb Sidney i Humphrey Gilbert, governador de Munster, van devastar les terres dels aliats de FitzMaurice, la qual cosa va obligar a aquests a tornar als seus territoris per defensar-los. Gilbert fou particularment cruel en les seves accions, matant civils i col·locant un passadís de caps tallats a les rodalies de llurs campaments.
A la fi de 1569 va esclatar una rebel·lió similar al nord d'Anglaterra, encara que va ser sufocada ràpidament. Aquestes revoltes van moure al papa a emetre Regnans in Excelsis a principis de 1570, donant suport als moviments rebels. A partir de llavors, l'actitud tolerant d'Elisabet I cap a l'església romana, va donar pas a una supressió de les activitats de l'església Catòlica.
Sidney va expulsar FitzMaurice a les muntanyes de Kerry, des d'on es va veure obligat a usar tàctiques de guerrilla contra els anglesos i els seus aliats. Cap a 1570, la majoria dels aliats de FitzMaurice s'havien sotmès al Lord Diputat. El més important, Donald MacCarthy Mor es va rendir al novembre de 1569. Malgrat tot, FitzMaurice va perllongar les seves operacions durant altres tres anys. En aquest temps, i malgrat la persecució de la qual fou objecte per part de John Perrot (president de Munster des de febrer de 1571), el rebel va aconseguir capturar un vaixell anglès a la rodalia de Kinsale i incendiar la població de Killmallock.
Però finalment, davant la gradual reducció de les seves forces, FitzMaurice es va veure obligat a capitular davant Perrot, sotmetent-se a la corona el 23 de febrer de 1573 després d'haver aconseguit el perdó reial. No obstant això, en 1574 va tornar a ser desposseït de les seves terres, i en 1575 va decidir partir cap a França per tractar de buscar suports a la rebel·lió entre les potències catòliques (especialment França i Espanya).
Entretant, el comte de Desmond i el seu germà John havien estat alliberats per la reina Elisabet per pacificar la situació i reconstruir els seus territoris. No obstant això, després del nou acord imposat per Londres, la composició, el comte de Desmond només podria disposar d'una força de 20 cavallers; a més, els seus arrendataris i clients no podrien prestar-li serveis militars ni allotjar a les seves tropes, sinó que únicament estarien obligats al pagament de rendes econòmiques. Possiblement, el més beneficiat d'aquesta primera rebel·lió va ser el comte d'Ormonde, que es va convertir en el senyor més poderós del sud d'Irlanda.
Encara que tots els caps locals havien estat sotmesos al final de la rebel·lió, els mètodes usats van provocar ressentiment entre els afectats, especialment entre els mercenaris irlandesos, coneguts per gall oglaigh ("gallowglass" per als anglesos). William Drury, president de Munster des de 1576, va executar a 700 d'ells en els anys immediatament posteriors a la rebel·lió. Com a conseqüència de la revolta, es van prohibir novament els costums i hàbits gaèlics, com les lleis de Brehon, les vestidures irlandeses, la poesia bàrdica i el manteniment d'exèrcits privats, la qual cosa va causar gran descontentament entre els irlandesos natius. D'altra banda el degoteig constant de colons anglesos continuava representant una amenaça per als senyors natius, que veien com, a poc a poc, les seves propietats anaven reduint-se. Per això quan, alguns anys més tard es va produir el desembarcament de Fitzmaurice a costes irlandeses, es va trobar amb una població descontenta dels anglesos i disposada a seguir-li.

## La segona rebel·lió de Desmond

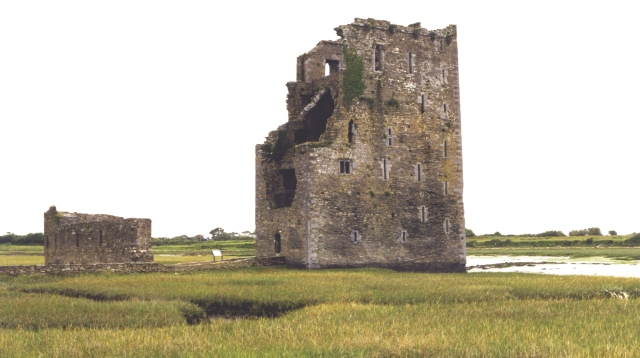
Castell de Carrigafoyle

La Segona Rebel·lió de Desmond es va iniciar amb la invasió de Munster organitzada per FitzMaurice en 1579. Durant el seu exili a Europa, s'havia convertit en un soldat de la Contrareforma i mantenia que, en estar excomunicada Elisabet I, els catòlics irlandesos no li devien lleialtat. El papa va concedir indulgència a FitzMaurice i li va proveir de tropes i diners.
El 18 de juliol de 1579 va desembarcar a Smerwick, prop de Dingle (actual comtat de Kerry), amb un petit contingent de tropes espanyoles i italianes, i l'1 d'agost es va unir a John de Desmond que havia aconseguit reunir un exèrcit més nombrós format per parents i altres homes d'espasa descontents amb el govern anglès a l'illa. Posteriorment, altres clans gaèlics i famílies d'anglesos vells es van unir a la revolta. Després de la mort de Fitzmaurice durant una escaramussa amb els MacWilliam Burke, John Desmond va assumir el comandament dels rebels el 18 d'agost.
Gerald, el comte de Desmond, va romandre inicialment al marge de les operacions, tractant de mantenir-se neutral. Però quan les autoritats angleses li van proclamar traïdor, no va dubtar a unir-se a la rebel·lió. Va saquejar les ciutats de Youghal (13 de novembre) i Kinsale i va devastar els territoris dels anglesos i els seus aliats. Malgrat tot, en l'estiu de 1580, les tropes angleses al comandament de William Pelham, i les irlandeses reclutades per Butler havien aconseguit controlar la costa sud i assolaven les terres dels Desmond i els seus aliats. Després de la captura del castell de Carrigafoyle, a Ballylongford, a la vora del riu Shannon, van aconseguir aïllar a les forces dels Geraldines i prevenir, de pas, futurs desembarcaments estrangers.
El focus de la rebel·lió es va desplaçar llavors a Leinster, on el cap gaèlic Fiach McHugh O'Byrne i el vescomte Baltinglass es van unir a la causa dels FitzGerald. Els anglesos van enviar una força encapçalada pel nou lord diputat Arthur Grey, XIV baró Grey de Wilton contra ells, però els insurrectes els van emboscar i van massacrar en la batalla de Glenmalure, el 25 d'agost, causant 800 baixes. No obstant això, els rebels de Leinster no van ser capaços de capitalitzar la seva victòria ni de coordinar la seva estratègia amb Munster.
El 10 de setembre de 1580, 600 homes pertanyents a les forces papals van desembarcar a Smerwick de Kerry per donar suport a la rebel·lió, però van ser assetjats en el fort de Dun an Oir, i, després d'un setge de tres dies, massacrats per les tropes angleses. Entretant, la política de terra cremada va estendre la fam entre la població civil, la qual cosa va motivar que, un darrere l'altre, els caps gaèlics aliats dels Geraldins anessin acollint-se al perdó ofert per la reina Elisagbet I. Per si no n'hi hagués prou, a principis de 1582, John Desmond, cap de la rebel·lió queia mort a Cork.
Gerald FitzGerald es va refugiar llavors a les muntanyes de Kerry amb els Geraldins que encara quedaven, i durant dos anys es va dedicar a ocultar-se i llançar petites expedicions de guerrilla contra els anglesos, fins que el 2 de novembre va ser capturat a Tralee pels membres del clan Moriarty, que li van donar mort.
Els seus assassins van cobrar un preu de 1.000 lliures de plata. El cap va ser enviat a Elisabet I a Londres, i les seves restes van romandre exposades triomfalment a les muralles de Cork.

## Conseqüències
Després de tres anys de devastació, la fam es va estendre per Munster. A l'abril de 1582, Sir Warham St Leger, administrador de la província, va estimar que en els sis mesos anteriors havien mort entorn de 30.000 persones a causa de la fam. Brots de plaga van aparèixer a la ciutat de Cork, on molta gent s'havia refugiat durant les rebel·lions. Molt temps després de la fi de la guerra, la gent seguia morint de fam i malaltia; de fet s'estima que, cap a 1589, un terç de la població de Munster havia mort. Grey va ser convocat a presència d'Elisabet I per la seva excessiva brutalitat.
Les guerres de les dècades de 1570-1580 van marcar un punt d'inflexió a Irlanda. Encara que el control anglès sobre l'illa distava molt de ser total, l'escull dels Geraldins havia estat superat, i, a partir de llavors, Munster anava a ser plantat amb colons anglesos lleials a la corona, segons el que es disposa en els acords de 1585. Els milers de soldats anglesos enviats a sufocar les rebel·lions van ser assentats a les terres confiscades als Desmond, creant amb això la Colonització de Munster.
Anys després, la Rebel·lió de Tyrone, i la consegüent Guerra dels Nou Anys, marcaria la consolidació definitiva del poder anglès a Irlanda i el final del somni d'una Irlanda gaèlica independent.